# Herman Othon de Limbourg-Styrum
Herman Othon Ier de Limbourg-Styrum, comte de Limbourg et de Bronckhorst, seigneur de Styrum, Gemen, Wisch et Borculo, et de 1640 à 1644 défenseur de l'abbaye impériale de Vreden, est né en 1592, et est décédé le 17 octobre 1644. Il est le fils aîné de Jobst de Limbourg.

## Famille
Il épouse la baronne Anne Madeleine de Spiess (1599-1659) en 1618 et a quatre enfants:
- Othon de Limbourg (en), Bronckhorst, Wisch et Borculo, héréditaire, banneret de la Principauté de Gueldre et du comté de Zutphen (né en 1620, mort en 1679);
- Adolphe-Ernest de Limbourg-Styrum (en), seigneur souverain de Gemen (mort en 1657);
- Maurice de Limbourg et de Bronkhorst, seigneur de Styrum
- Sophie Élisabeth (morte en 1686), qui épousa le comte Ferdinand Gottfried de Vehlen-Meggen.

## Militaire de carrière
Herman Othon sert dans les armées des Provinces-Unies. Il commande l'arrière-garde de Christian de Brunswick à la Bataille de Stadtlohn (1623) et la cavalerie néerlandaise au Siège de Groenlo (1627).

## Patrimoine
À sa mort, ses biens sont divisés entre ses trois fils.
- Othon reçoit Bronckhorst, Borculo et toutes les possessions néerlandaises; il fonde la branche aînée de la Maison, encore existante en Belgique et aux Pays-bas.
- Adolphe règne sur Gemen et Illereichen jusqu'à sa mort en 1657. Il fonde la ligne de Limbourg-Stirum-Gemen. En 1782, avec l'extinction de la branche Gemen, Gemen est revenu aux barons de Bomelberg en 1800, et est médiatisée, pour les princes de Salm-Kyrbourg en 1806. Il est passé de la France en 1810, puis à la Prusse en 1814.
- Maurice reçoit la propriété de Mülheim an der Ruhr et de l'immédiat de la seigneurie de Styrum, et plus tard Oberstein. Là, il fonde la lignée des comtes de Limbourg-Styrum-Styrum, disparue en 1809. Dans la médiatisation de 1806, Styrum est placé sous le contrôle du grand-duché de Berg. Oberstein est médiatisée au Traité de Lunéville en 1801.

Tous les membres de la Maison de Limbourg-Stirum descendent de Herman Othon.